# Круталевич, Борис Прохорович
Борис Прохорович Круталевич (бел. Барыс Прохаравіч Круталевіч) (22 июня 1900, Минск — 21 февраля 1928) — советский белорусский спортсмен (русские шашки). Первый в Белоруссии мастер спорта СССР (по шашкам) (1924, выполнил на Чемпионате СССР).
Занял 5-е место на 1-м (1924) и 2-м (1925) чемпионатах СССР. Чемпион Минска (1922).

## Семья
Брат — Александр, также шашист, мастер спорта, участник I Чемпионата СССР по русским шашкам. Дядя — А. В. Рокитницкий, спортивный историк, мастер спорта по шашкам.
Был дружен с Давыдом Ивановичем Саргиным, шашечным историком.